# Pepito Arriola

Pepito Arriola

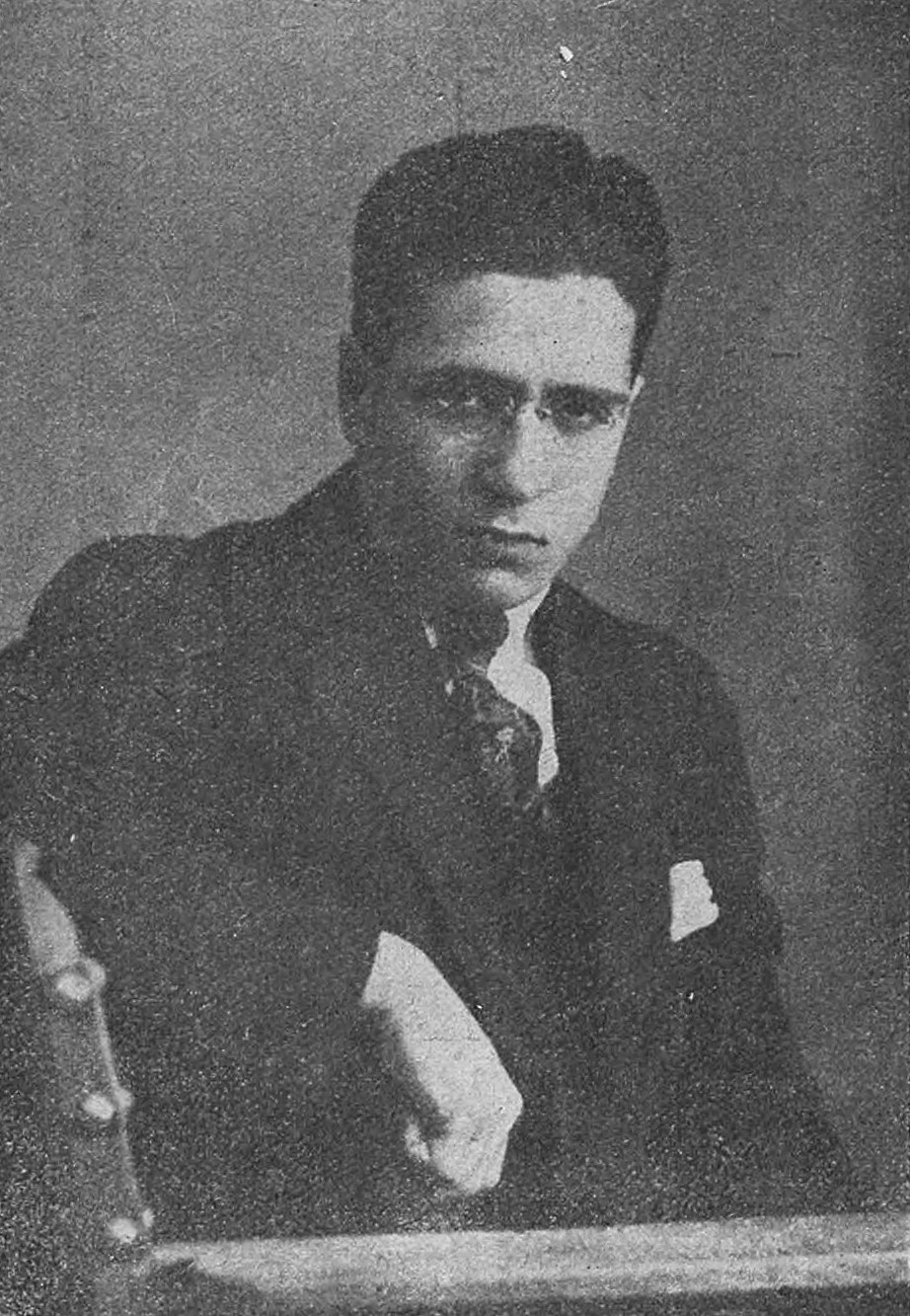
Pepito Arriola (ca. 1922)

José „Pepito“ Rodríguez Carballeira „Arriola“ (* Dezember 1895 in Ferrol; † 24. Oktober 1954 in Barcelona) war ein spanischer Pianist, der schon als Kind große Erfolge hatte.

## Herkunft
Pepito stammt aus einer liberalen Familie; seine Mutter war Josefa Rodríguez Carballeira. Als diese nach Madrid ging, kümmerte sich seine Tante Aurora Rodríguez, die Mutter von Hildegart Rodríguez, um ihn und brachte ihm das Klavierspielen bei.

## Wunderkind
Ariolas faszinierendes Talent wurde entdeckt, als der Junge zweieinhalb Jahre alt war. Wie von selber lernte er eine Komposition eines Freundes seiner Mutter. Ohne formellen Unterricht spielte er Stücke nach Gehör und entwickelte auch eigene Kompositionen. Als die Mutter das Talent entdeckte, nahm sie Pepito mit nach Madrid, wo seine Karriere begann. Dem spanischen König durfte der Wunderknabe auch vorspielen, der nun dafür sorgte, dass er eine richtige Ausbildung bekam – er sollte ein Studium in Deutschland absolvieren. Der deutsche Komponist Artur Nikisch wurde nach Madrid eingeladen und sollte sich um das Fortkommen des Kindes kümmern. Nikisch hatte vorgeschlagen, dass Arriola als sein Schüler mit nach Leipzig käme.
Doch dann wurde der Junge nach Berlin geschickt. Mit zehn Jahren, am 1. April 1905, nahm Arriola ein Studium der Musik in der Berliner Universität bei Martin Krause auf. Nikisch kümmerte sich auch hier um seinen Schützling. In Berlin saß Arriola, noch im gleichen Jahr, dem Bildhauer Otto Richter Modell, der eine Marmorbüste von ihm anfertigte.
Nach dem Ende des Zweiten Weltkriegs kehrte José Arriola nach Spanien zurück.

## Auftritte
Am 4. Dezember 1899 im Alter von nicht einmal 3 Jahren trat Pepito zum ersten Mal auf. Kurz nach seinem dritten Geburtstag, am 26. Dezember desselben Jahres gab er sein zweites Konzert, diesmal im Königspalast von Madrid vor König und Königin. Dabei stellte er 6 eigene Kompositionen vor.

## Kompositionen
Mit 3 Jahren konnte Arriola weder Schrift noch Noten lesen und entwickelte daher ein eigenes Kompositionsverfahren. Manchmal nutzte er Zettel mit einem Symbol für den Charakter des Stücks und einigen eigenwilligen Linien mit Notenzeichen. In seinen Auftritten soll er diese Notizen benutzt, aber doch eher frei improvisiert haben. Durch sein individuelles Studium konnte er später seine Komposition auch selbst in Noten schreiben.

## Werke (Auswahl)
- Aurora, habanera, 1898
- Marcha militar für Klavier, König Alfons XIII. gewidmet, 23. Januar 1900. Das Stück gilt als Arriolas erste Komposition. OCLC 435932777
- Pasodoble Arriola, Isabel de Borbon gewidmet, Madrid, Juni 1900. Das Stück gilt als Arriolas zweite Komposition. OCLC 435932894
- Impresiones nocturnas, 1916

Nach seinem Tod wurden einige Stücke gefunden, die er 1946 in Barcelona geschrieben hatte, darunter:
- Impresiones Argentinas
- Hommage à Manuel de Falla
- Pequena serenata para violonchelo e piano